# Sad Wings of Destiny
Sad Wings of Destiny, Judas Priests andra album, släppt den 23 mars 1976, inspelat januari-februari samma år. Det brukar ses som gruppens första lyckade album. Det är nyskapande genom sitt kalla sound och sina influenser från progrocken. "The Ripper" och "Victim of Changes" är de mest kända låtarna i albumet. Intressant att notera är att på senare CD-utgåvor av skivan är A- och B-sidan omkastad . Den första versionen av LP-skivan inleddes med låt nummer 5, Prelude för att följas av Tyrant etc.  

## Låtar på albumet
1. Victim of Changes  (Atkins/Downing/Halford/Tipton) - 7:47
2. The Ripper  (Tipton) - 2:51
3. Dreamer Deceiver  (Atkins/Downing/Halford/Tipton) - 5:51
4. Deceiver  (Downing/Halford/Tipton) - 2:46
5. Prelude  (Tipton) - 2:02
6. Tyrant  (Halford/Tipton) - 4:28
7. Genocide  (Downing/Halford/Malmgren) - 5:51
8. Epitaph  (Tipton) - 3:08
9. Island of Domination  (Downing/Halford/Tipton) - 4:32

## Medverkande
- Rob Halford - sång
- Glenn Tipton - gitarr, piano
- K.K. Downing - gitarr
- Ian Hill - elbas
- Alan Moore - trummor